# 布爾迪布約區
布爾迪布約區（西班牙語：Distrito de Buldibuyo），是秘魯的一個區，位於該國西北部拉利伯塔德大區的帕塔斯省，面積227.39平方公里，海拔高度3,162米，2005年人口4,094，人口密度每平方公里18人。